# Marion Bryden
Pour les articles homonymes, voir Bryden.
Marion Bryden (2 avril 1918 - 12 février 2013) est une femme politique canadienne de l'Ontario. Militante au sein du Co-operative Commonwealth Federation (en), elle contribua à la création du Nouveau Parti démocratique de l'Ontario en 1961.

## Biographie
Née à Winnipeg au Manitoba, Bryden étudia à l'Université du Manitoba, à l'Université de Toronto et au Ontario Institute for Studies in Education (en). Elle sera membre du Canadian Council of Social Development, de la Association canadienne des Sociétés Elizabeth Fry (en) et de la Fédération ontarienne de naturalistes (en). Elle s'impliqua également dans des organismes syndicaux et comme statisticienne à la Canadian Tax Federation. Son mari, Kenneth Bryden a été député provincial néo-démocrate de Woodbine de 1959 à 1967.
Elle décéda à Toronto en février 2013 à l'âge de 94 ans.

## Politique
Élue député néo-démocrate de la circonscription de Beaches—Woodbine en 1975, elle sera réélue en 1977 et 1981. Entre-temps, elle supporta Ian Deans à la course à la chefferie néo-démocrate de 1978, mais ce dernier sera défait par Michael Cassidy. Lors de la course à la chefferie de 1982, elle supporte Bob Rae qui sera le candidat gagnant.
Réélue en 1985 et en 1987, elle ne se représente pas en 1990.

## Littérature
Bryden rédigea à titre de co-auteur plusieurs ouvrages en lien avec la taxation au Canada. Parmi ces ouvrages, The costs of tax compilance: a report on a survey conducted by the Canadian Tax Foundation (1961), Occupancy of tax fields in Canada (1965) et Statement to the Royal Commission on Taxation (1964) avec A.D. Russell et Gwyneth McGregor.